# 1817 Катанга
1817 Katanga је астероид главног астероидног појаса. Приближан пречник астероида је 15,90 km,
а средња удаљеност астероида од Сунца износи 2,370 астрономских јединица (АЈ).
Инклинација (нагиб) орбите у односу на раван еклиптике је 25,722 степени, а орбитални период износи 1333,135 дана (3,649 године). Ексцентрицитет орбите астероида износи 0,192.
Апсолутна магнитуда астероида износи 11,80 а геометријски албедо 0,133.
Астероид је откривен . 1932. године.